# DAPI
DAPI (4′,6-діамідин-2-феніліндол, скорочено - DAPI), є флуоресцентним барвником, який використовується у флуоресцентній мікроскопії для мічення ДНК, в якій є аденін, тимін. Оскільки DAPI може проходити крізь інтактну клітинну мембрану, барвник можна використовувати для фарбування як живих, так і фіксованих клітин, хоча в живих клітинах він проходить крізь мембрану менш ефективно і тому є маркером життєздатності мембрани.

## Флуоресцентні властивості
При зв’язуванні з дволанцюговою ДНК DAPI має максимум поглинання на довжині хвилі 358 нм (ультрафіолетове випромінювання), а максимум його випромінювання становить 461 нм (синій). Тому для флуоресцентної мікроскопії DAPI збуджується ультрафіолетовим світлом і виявляється через блакитний фільтр. Пік випромінювання досить широкий .  DAPI також зв’язується з РНК, хоча він не настільки сильно флуоресцентний. Його випромінювання зміщується приблизно до 500 нм при зв’язуванні з РНК .
Синє випромінювання DAPI зручне для мікроскопії, коли треба використовувати кілька флуоресцентних плям в одному зразку. Існує деяке перекривання флуоресценції між DAPI і зелено-флуоресцентними молекулами, такими як флуоресцеїн і зелений флуоресцентний білок (GFP), але ефект від цього невеликий. Використання спектрального розмішування може пояснити цей ефект, якщо потрібен надзвичайно точний аналіз зображення.
Окрім аналітичної флуоресцентної світлової мікроскопії, DAPI також популярний для мічення клітинних культур для виявлення ДНК зараженої мікоплазми або вірусу. Мічені частинки мікоплазми або вірусу в середовищі росту флуоресцують після фарбування DAPI, що дозволяє їх легко виявити .

## Історія

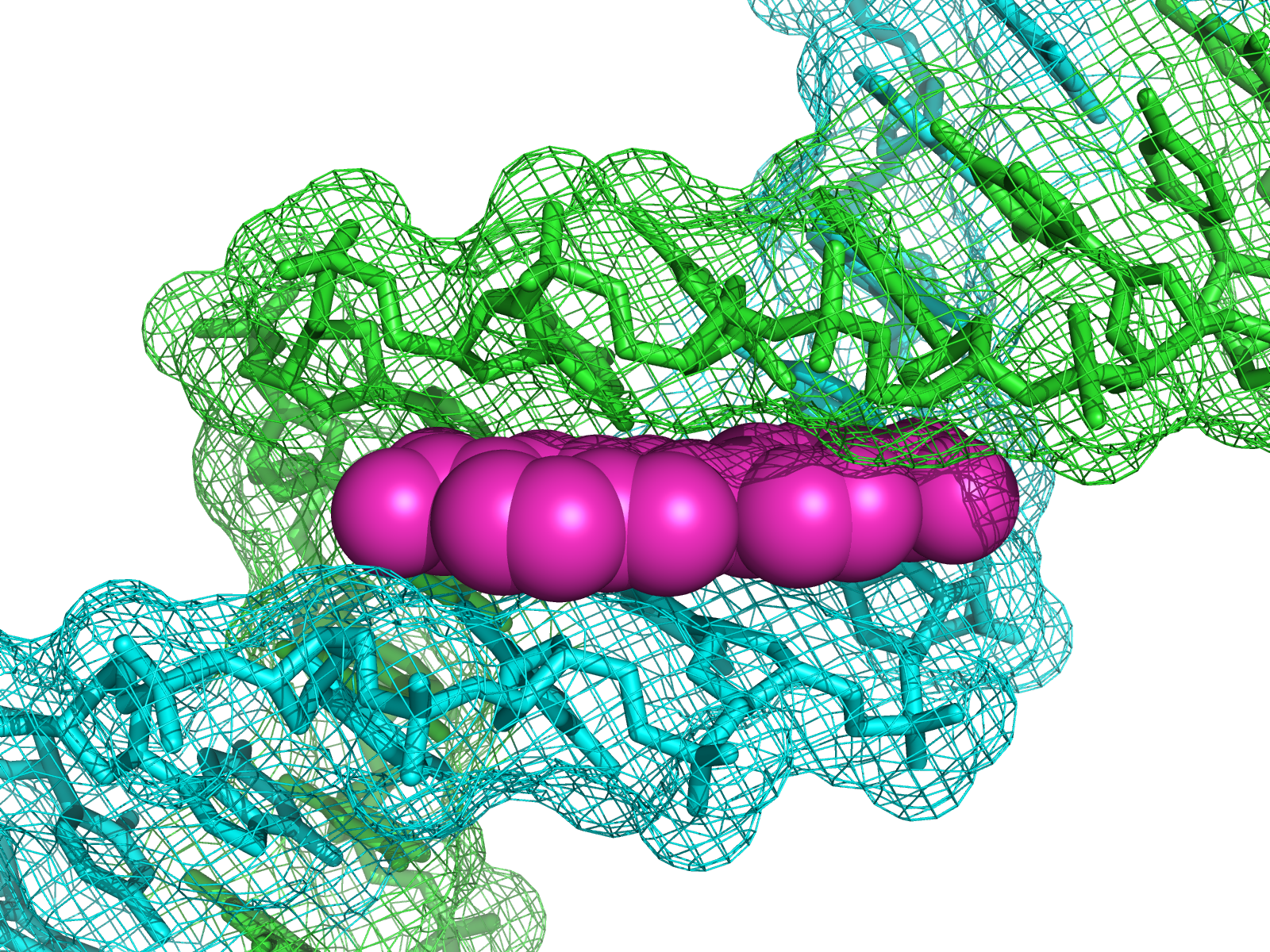
DAPI (пурпурний), зв’язаний із малою борозенкою ДНК (зелений і синій)

DAPI вперше був синтезований у 1971 році в лабораторії Отто Данна під час пошуку ліків для лікування трипаносомозу. Хоча винайдена речовина не стала ефективними ліками, подальші дослідження показали, що вона міцно зв’язувалася з ДНК і ставала більш флуоресцентною. Це спонукало до використання DAPI для ідентифікації мітохондріальної ДНК при ультрацентрифугуванні в 1975 році, що стало першим зареєстрованим використанням DAPI як флуоресцентного барвника ДНК. Сильна флуоресценція при зв'язуванні з ДНК призвела до швидкого впровадження DAPI для флуоресцентного барвіння ДНК при флуоресцентній мікроскопії. Для виявлення ДНК у клітинах рослин, тварин, бактерій і вірусних частинок барвник був використаний наприкінці 1970-х, а фарбування ДНК всередині клітин розпочали в 1977 році. Приблизно тоді барвником DAPI фарбували ДНК для проточної цитометрії .

## Моделювання властивостей поглинання та флуоресценції
Цей флуоресцентний зонд ДНК було ефективно змодельовано  з використанням теорії функціоналу щільности, що залежить від часу, у поєднанні з версією IEF моделі поляризаційного континууму. Це квантово-механічне моделювання раціоналізувало поведінку поглинання та флуоресценції, викликану зв’язуванням малих канавок та інтеркаляцією в кишені ДНК, з точки зору зниженої структурної гнучкости та поляризації.

## Живі клітини і токсичність

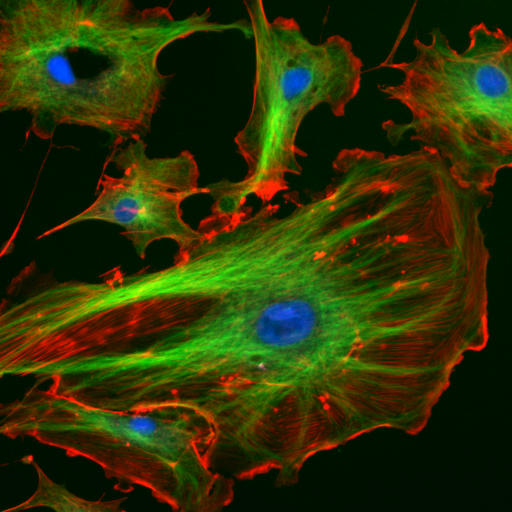
Ендотеліальні клітини, пофарбовані DAPI (синій), фаллоідин (червоний) та за допомогою імунофлюоресценції через антитіло, зв’язане з флуоресцеїн ізотіоціанатом (FITC) (зелений)

Культура нейронів переднього мозку після 40 днів диференціації від індукованих людських плюрипотентних стовбурових клітин (iPSCs). TUJ-1-позитивні клітини експресують маркер (β3-tubulin) зрілих нейронів (червоний колір). GABA-позитивні клітини (зелений колір) експресують маркер GABA- ергічних нейронів - рецептор гамма-аміномасляної кислоти (ГАМК) A, альфа 1. Ядра клітин пофарбовані DAPI (синій колір).

DAPI можна використовувати для фіксованого фарбування клітин. Концентрація DAPI, необхідна для фарбування живих клітин, як правило, дуже висока. Барвник рідко використовується для живих клітин. Щодо безпеки, DAPI позначений як нетоксичний. Також, виробник цього барвника позначає його, як мутаген. Оскільки сполука DAPI, що зв’язує ДНК,  ймовірно, має деякі канцерогенні ефекти, слід бути обережним у поводженні з нею та з її утилізацією.

## Замінники
Барвник Hoechst подібний до DAPI тим, що також є блакитними флуоресцентними плямами у ДНК, які сумісні з живими та фіксованими клітинами, а також видимі за допомогою тих самих налаштувань фільтра обладнання, що й для DAPI.